# Ещё один великолепный МИФ
«Ещё один великолепный миф» (англ. Another Fine Myth
(другие переводы названия: «Ещё одна хорошенькая МИФтория», «Ещё один прекрасный МИФ», «Создатель МИФов», «Другой отличный МИФ», «Скив-волшебник») — первый роман Роберта Асприна из серии юмористического фэнтези «Миф». В названии романа содержится аллюзия на кинокомедию «Another Fine Mess» с американскими комиками Лорелом и Харди.

## Сюжет
В то время как маг Гаркин демонстрирует своему ученику Скиву заклинание призыва демона, какой-то другой бес его убивает. В результате действия заклинания из другого измерения появляется демон Ааз, знакомый убитого Гаркина. Но оказывается, что Ааз лишился магических способностей, потому что Гаркин наложил на него блокирущее заклинание, отомстив за одну из шуток Ааза над ним. И теперь заклинание с Ааза снять нельзя, потому как Гаркин погиб. Его ученик Скив знает только самые простые азы магии. Поэтому Аазу ничего не остаётся, кроме как выучить юного Скива, чтобы тот смог снять с него блокирующее заклятие, и выжить, чтобы судьба Гаркина не постигла ни его, ни Скива.
В результате расследования убийства Гаркина Скив и Ааз узнают, что убийство совершено по заказу сумасшедшего мага Иштвана, у которого в планах захват власти над всеми мирами.
Скив и Ааз решают выступить против Иштвана, а впоследствии к ним присоединяются наёмная убийца Танда, бродячий рыцарь-охотник на демонов Квигли и дракон Глип.

## Главные герои
- Скив: Ученик мага Ааза. До этого был учеником другого мага — Гаркина, убитого бесом по имени Трокводл.
- Ааз: Изверг из измерения Извр. Потерял магическую силу после призыва Гаркиным в своё измерение (Пент). Таким образом Гаркин хотел отомстить за давнюю шутку Ааза над ним. Но сразу после призыва Гаркин был убит, и вернуть магические способности Аазу оказалось невозможным. Поэтому ему пришлось взять в ученики Скива, хоть немного владеющего магией.
- Танда (Тананда): Профессиональная убийца, старая знакомая Ааза, троллина.
- Фрумпель: Девол-торговец, которого изгнали из его родного измерения Девы по неизвестной причине. Держал лавку в городе Твиксте в измерении Пент. Примкнул к группе Иштвана.
- Квигли: Бродячий рыцарь, охотник на демонов, присоединившийся к группе Ааза и Скива для победы над Иштваном.
- Иштван: Сумасшедший маг, планировавший захватить измерение Пент, а затем и все остальные измерения.
- Глип: Молодой дракон, случайно купленный Скивом на Базаре Девы.
- Хиггенс и Брокхерст: Бесы. Вместе с Трокводлом были наняты Иштваном для убийства Гаркина.

 ' Грызь'  троль друг Ааза и брат Тананды